# Sandvinterlöpare
Sandvinterlöpare (Bradycellus harpalinus) är en skalbaggsart som beskrevs av Jean Guillaume Audinet Serville. Sandvinterlöpare ingår i släktet Bradycellus och familjen jordlöpare. Arten är reproducerande i Sverige. Inga underarter finns listade i Catalogue of Life.